# Live Completion '03〜i can fly,can you?〜
『Live Completion '03〜i can fly, can you?〜』（ライヴ・コンプリーション '03〜アイキャンフライ キャンユー？〜）は、矢井田瞳のライブ・ビデオ。2004年1月28日発売。発売元は東芝EMI。

## 解説
- DVD2枚組の作品になっており、DISC1には2002年12月31日に大阪ドームで行われたカウントダウンライブの映像と、2003年9月に行われたアコースティックライブツアーの映像を収録。DISC2には2003年2月から6月まで行われた全国ツアーの映像と、特典映像を収録している。
- 隠しページがあり、パスワードを入力すると見ることができる。
- デジパック仕様。

## 収録曲
DISC1
- Osaka/flancy midnight 〜countdown live 2002-2003〜
  1. アンダンテ
  2. 虹のドライブ
  3. Change your mind
  4. We'll be...
  5. もしものうた
  6. My sweet darlin'
  7. Life's like a love song

- 秋にはしっとりと〜acoustic live2003 （2003年9月15日 東京・新木場STUDIO COAST公演）
  1. i really want to understand you
  2. 孤独なカウボーイ
  3. 見えない光
  4. ママとテディ
  5. 一人ジェンガ
  6. チェイン
  7. I'm here saying nothing
  8. この恋はもうしまってしまおう

DISC2
- i/can fly Tour 2003
  1. Creamed potatoes
  2. Dizzy dive
  3. Ring my bell
  4. Buzzstyle
  5. 未完成のメロディ
  6. 会いたい人
  7. i really want to understand you
  8. ママとテディ
  9. アンダンテ
  10. i can fly
  11. Look back again
  12. Life's like a love song

- 特典映像
  1. 『Air/Cook/Sky』Recording
  2. OMAKE
  3. Staff

## i/can fly Tour 2003
本ツアーは3作目のスタジオ・アルバム「i/flancy」を引っさげて行われた全国ツアーである。29カ所35公演で、当時の自身最多公演数となった。このうち2月22日静岡市民文化会館における公演は本人の喉の調子が悪かったため中断し、3月25日に延期された。これについては「サイキンノヤイコ」で「最高のライブを提供し、分かち合いたい。それが出来ていない今が悔しい。やりなおしたい。という想いでした。」と中断を決意した時の心境を明かしている。

### ツアーの日程
| 公演日        | 都道府県 | 会場                          |
| ------------- | -------- | ----------------------------- |
| 2003年2月14日 | 栃木県   | 宇都宮市文化会館              |
| 2003年2月16日 | 群馬県   | 群馬県民会館                  |
| 2003年2月19日 | 埼玉県   | さいたま市文化センター        |
| 2003年2月21日 | 愛知県   | 豊田市民文化会館              |
| 2003年2月22日 | 静岡県   | 静岡市民文化会館 （公演中断） |
| 2003年2月24日 | 千葉県   | 市川市文化会館                |
| 2003年2月27日 | 山梨県   | 山梨県立県民文化ホール        |
| 2003年3月3日  | 岡山県   | 倉敷市民会館                  |
| 2003年3月5日  | 愛媛県   | 松山市民会館                  |
| 2003年3月7日  | 鳥取県   | 鳥取県民文化会館              |
| 2003年3月9日  | 福岡県   | 九州厚生年金会館              |
| 2003年3月11日 | 福島県   | 郡山市民文化センター          |
| 2003年3月13日 | 青森県   | 青森市文化会館                |
| 2003年3月16日 | 北海道   | 旭川市民文化会館              |
| 2003年3月18日 | 北海道   | 釧路市民文化会館              |
| 2003年3月21日 | 神奈川県 | 神奈川県民ホール              |
| 2003年3月24日 | 京都府   | 京都会館                      |
| 2003年3月25日 | 静岡県   | 静岡市民文化会館 （振替公演） |
| 2003年3月26日 | 和歌山県 | 和歌山県民文化会館            |
| 2003年3月29日 | 福井県   | フェニックスプラザ            |
| 2003年3月30日 | 富山県   | オーバードホール              |
| 2003年4月1日  | 鹿児島県 | 鹿児島市民文化ホール          |
| 2003年4月3日  | 長崎県   | 長崎ブリックホール            |
| 2003年4月6日  | 沖縄県   | 宜野湾市海浜公園屋外劇場      |
| 2003年5月14日 | 宮城県   | 仙台サンプラザホール          |
| 2003年5月15日 | 宮城県   | 仙台サンプラザホール          |
| 2003年5月19日 | 福岡県   | 福岡サンパレス                |
| 2003年5月20日 | 福岡県   | 福岡サンパレス                |
| 2003年5月23日 | 愛知県   | 名古屋センチュリーホール      |
| 2003年5月24日 | 愛知県   | 名古屋センチュリーホール      |
| 2003年5月28日 | 北海道   | 北海道厚生年金会館            |
| 2003年5月29日 | 北海道   | 北海道厚生年金会館            |
| 2003年6月5日  | 東京都   | 東京国際フォーラムホールA     |
| 2003年6月6日  | 東京都   | 東京国際フォーラムホールA     |
| 2003年6月12日 | 大阪府   | 大阪フェスティバルホール      |
| 2003年6月13日 | 大阪府   | 大阪フェスティバルホール      |

## 矢井田瞳 秋にはしっとりと～acoustic live 2003 ～
2002年9月に行われた完全招待制アコースティックライブツアー「CS日本 presents 矢井田瞳 秋にはごゆるりと ～acoustic live 2002 ～」と同様に、完全招待制で行われたアコースティックライブツアーである。抽選で選ばれた人のみが招待ハガキを会場にてチケットと交換し、入場する方法がとられた。

### ツアーの日程
| 公演日        | 都道府県 | 会場               |
| ------------- | -------- | ------------------ |
| 2003年9月15日 | 東京都   | 新木場STUDIO COAST |
| 2003年9月20日 | 大阪府   | 大阪市中央公会堂   |
| 2003年9月21日 | 福岡県   | CLUB BA-COO        |
| 2003年9月23日 | 愛知県   | 名古屋港湾会館     |